# Hirip
Hirip település Romániában, Szatmár megyében.

## Fekvése
Szatmár megyében, Szatmárnémetitől délkeletre, Ombod és Amac és Dobrácsapáti között, a Homoród patak partján fekvő település.

## Története
Hirip nevét (amely a vargánya vagy úrigomba székely nevéből ered) 1393-ban említették először a korabeli oklevelek, már ekkor is mai nevén írták.
A XV. században a bélteki uradalomhoz tartozó település a bélteki Drágfi család birtoka volt.
1406-ban a Witkayak kérésére történt határjáráskor egy oklevélben felsorolták a település középkori helyneveit is, említette például a Balkán folyó, Hydas Balkán, Zaraz Balkán, Hangyakastély helyneveket.
Az 1424-ben történt osztozkodáskor a család bélteki ágának jutott, de mellettük 1430-ban a Gacsályi családot, majd 1470-ben a Csató családot is beiktatták egyes birtokrészeibe.
A bélteki Drágfi család kihalta után koronabirtok lett, 1592-ben az erdődi uradalommal a Szatmári várhoz tartozott.
1579-ben zeleméri Kamarás Miklós is részt kapott itt, majd 1631-ben királydaróczi Daróczi István kapta meg, 1654-ben pedig Serédi István vette zálogba, majd a Mikolai család szerzett itt birtokrészt.
1669-ben Mikolai Boldizsár a Gombás erdőnél a szatmári németeket megverte, s birtokát elveszítette, azt a jezsuiták kapták meg.
1732-ben böszörményi Nagy Sámuel és Komáromi András királyi adománylevelet kapott rá, 1765-ben pedig a Szuhányiaké lett: Szuhányi Antal és László kapott adományt a helység felére. Ettől kezdve fő birtokosai a Szuhányiak voltak, de a 19. században mellettük a Kállayaknak, és a Kruspér családoknak is volt itt nagyobb birtokuk.
A 20. század elején Jasztrabszky Kálmán örököseié lett: Papp Dezső, és a Klupathyak voltak a birtokosai.
A trianoni békeszerződés előtt Szatmár vármegye Erdődi járásához tartozott.

## Nevezetességek
- Református temploma -1800-ban épült.
- Görögkatolikus temploma 1897-ben készült el.